# Luigia Bonfanti
Luigia Bonfanti (* 29. September 1907 in Bollate; † 10. Dezember 1973 ebenda) war eine italienische Sprinterin und Weitspringerin.
Bei den Olympischen Spielen 1928 wurde sie Sechste in der 4-mal-100-Meter-Staffel und schied über 100 m im Vorlauf aus.
Je einmal wurde sie Italienische Meisterin über 75 m (1926), 80 m (1925), 100 m (1927) und im Weitsprung (1928).

## Persönliche Bestleistungen
- 100 m: 13,2 s, 1926
- Weitsprung: 4,90 m, 30. September 1923, Bergamo (ehemaliger nationaler Rekord)